# Indianapolis Chiefs
Die Indianapolis Chiefs waren ein US-amerikanisches Eishockeyfranchise der International Hockey League aus Indianapolis, Indiana. Die Spielstätte der Chiefs war das Indiana State Fairgrounds Coliseum.

## Geschichte
Die Indianapolis Chiefs wurden 1955 als Franchise der International Hockey League gegründet. Nachdem sie in ihrer Debütsaison noch den sechsten Platz belegten, zogen sie im folgenden Jahr erstmals in das Finale um den Turner Cup ein, in dem sie den Cincinnati Mohawks in der Best-of-Three-Serie mit einem Sweep unterlagen. In der folgenden Spielzeit zogen die Chiefs erneut in das Playoff-Finale ein, in dem sie die Louisville Rebels in der Best-of-Seven-Serie knapp mit 4:3 schlugen. Anschließend konnte das Team nicht an diesen Erfolg anknüpfen und kam bis zur Auflösung des Franchises im Anschluss an die Saison 1961/62 nicht über die erste Playoff-Runde hinaus.

## Saisonstatistik
Abkürzungen: GP = Spiele, W = Siege, L = Niederlagen, T = Unentschieden, OTL = Niederlagen nach Overtime SOL = Niederlagen nach Shootout, Pts = Punkte, GF = Erzielte Tore, GA = Gegentore, PIM = Strafminuten
| Saison  | GP | W  | L  | T | OTL | SOL | Pts | GF  | GA  | Platz    | Playoffs                       |
| 1955–56 | 60 | 11 | 48 | 1 | —   | —   | 23  | 126 | 330 | 6., IHL  |                                |
| 1956–57 | 60 | 26 | 29 | 5 | —   | —   | 57  | 168 | 177 | 2., IHL  | Niederlage im Finale           |
| 1957–58 | 64 | 28 | 30 | 6 | —   | —   | 62  | 209 | 208 | 4., IHL  | Turner Cup                     |
| 1958–59 | 60 | 26 | 30 | 4 | —   | —   | 56  | 231 | 247 | 4., IHL  | Niederlage in der ersten Runde |
| 1959–60 | 68 | 25 | 40 | 3 | —   | —   | 53  | 234 | 322 | 4., East | nicht qualifiziert             |
| 1960–61 | 70 | 20 | 46 | 4 | —   | —   | 44  | 217 | 313 | 4., East |                                |
| 1961–62 | 67 | 19 | 48 | 0 | —   | —   | 38  | 220 | 348 | 6., IHL  |                                |

## Team-Rekorde

### Karriererekorde
Spiele: 248  Pierre Brillant
Tore: 190  Pierre Brillant
Assists: 145  Pierre Brillant
Punkte: 335  Pierre Brillant
Strafminuten: 275  Marcel Goyette